# Universal City
Universal City é uma cidade localizada no estado norte-americano do Texas, nos condados de Bexar e  Guadalupe.

## Demografia
Segundo o censo norte-americano de 2000, a sua população era de 14.849 habitantes.
Em 2006, foi estimada uma população de 17.773, um aumento de 2924 (19.7%).

## Geografia
De acordo com o United States Census Bureau tem uma área de 14,6 km², dos quais 14,6 km² cobertos por terra e 0,0 km² cobertos por água.

## Localidades na vizinhança
O diagrama seguinte representa as localidades num raio de 8 km ao redor de Universal City.